# KPE Арлан (бронемашина)
Арлан — казахстанская многоцелевая бронированная колесная машина (БКМ) с усиленной противоминной защитой по типу MRAP. Является модернизированной копией Южноафриканского БКМ Marauder. Производится на предприятии ТОО «Казахстан Парамаунт Инжиниринг».

## История
В 2013 году был подписан контракт с компанией Paramount Group на производство бронемашин. Он предусматривал создание совместного предприятия и производство сразу нескольких БКМ. В соответствии с контрактом было создано предприятие Kazakhstan Paramount Engineering (KPE). В 2014–2015 годах вблизи Астаны построили завод, которому предстояло осуществлять сборку бронетехники. Первые броневики «Арлан» были собраны в ноябре 2015 года, представлены на выставке оборонной техники «KADEX 2016» и переданы силам специального назначения Казахстана в 2017 году.
Предприятие «Казахстан Парамаунт Инжиниринг» полностью выкупило права на производство «Арлан» и других бронеавтомобилей и бронетранспортеров. По состоянию на 2022 год доля отечественного производства компонентов составляла 70 %.

## Характеристики
Автомобиль отличается приспособленностью к климатическим условиям Казахстана и включают в себя подогрев двигателя с предварительным зажиганием и динамическую систему контроля температуры, которая позволяет осуществлять эксплуатацию в различных условиях и при температурах от −50 до +50 градусов Цельсия. В «Арлан» добавлены системы оборудования для задач химической, биологической, радиологической и ядерной защиты (CBRN).

## Варианты
Арлан представлен в варианте БТР, зенитной машины и разведывательно-дозорной машины. Версия БТР оснащена дистанционным оружейным модулем SARP от турецкой компании Aselsan, в башне установлен 12,7-мм пулемёт. Вариант ПВО оснащён турелью, установленной на башне, в которой размещены четыре пусковые установки ПЗРК «Игла».

## Операторы
- Казахстан — 191 единиц в сухопутных войсках, по состоянию на 2024 год[8][9].

## Боевое применение
Броневики «Арлан» были применены в Алматы во время январских протестов в Казахстане в 2022 году.
В марте 2022 года бронеавтомобили «Арлан» были замечены в ходе боёв за Мариуполь, во время вторжения России на Украину.
В 2024 году около 20 единиц броневиков «Арлан» используется миротворческим контингентом вооруженных сил Республики Казахстана на Голанских высотах.

## Галерея

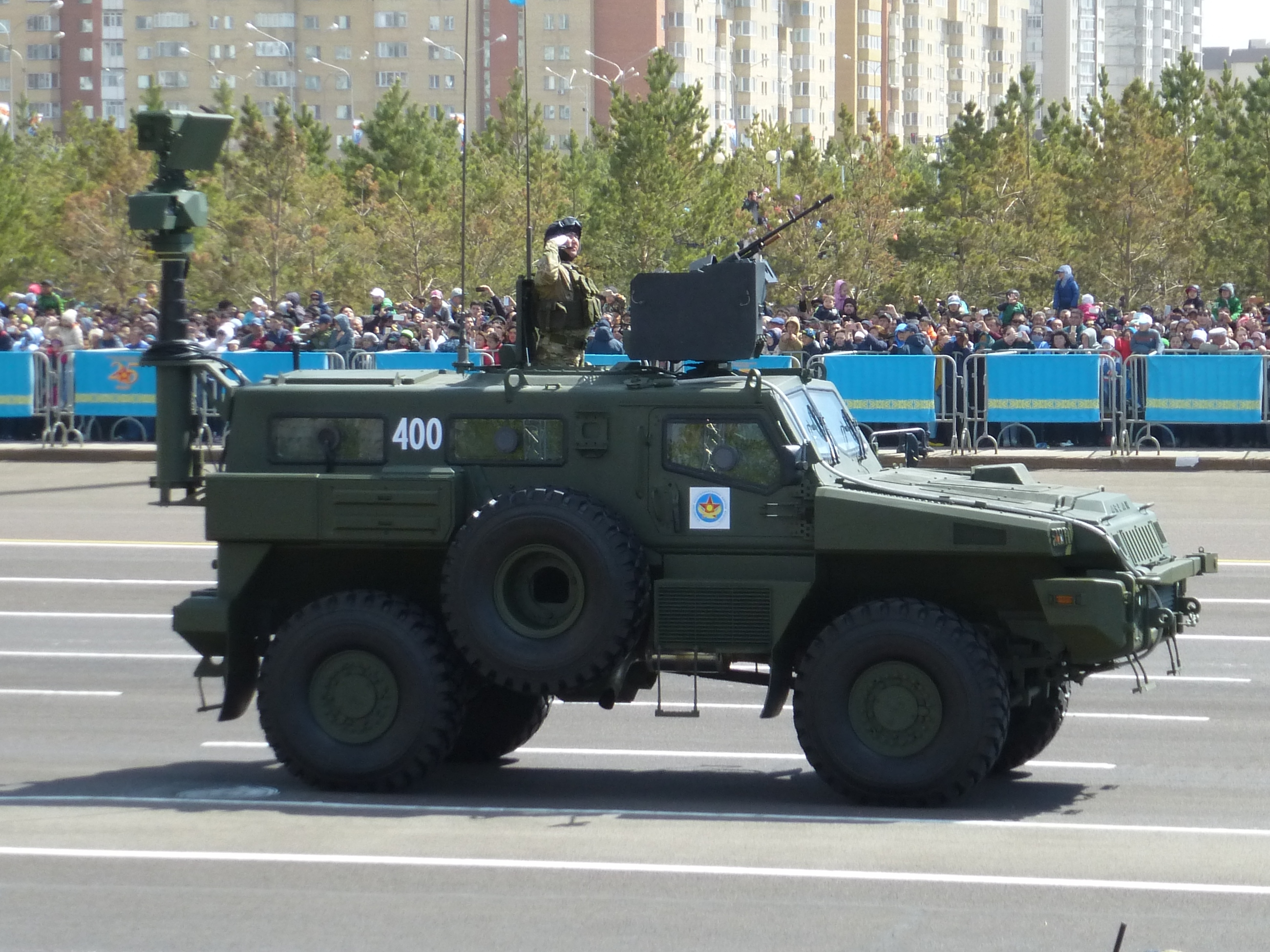
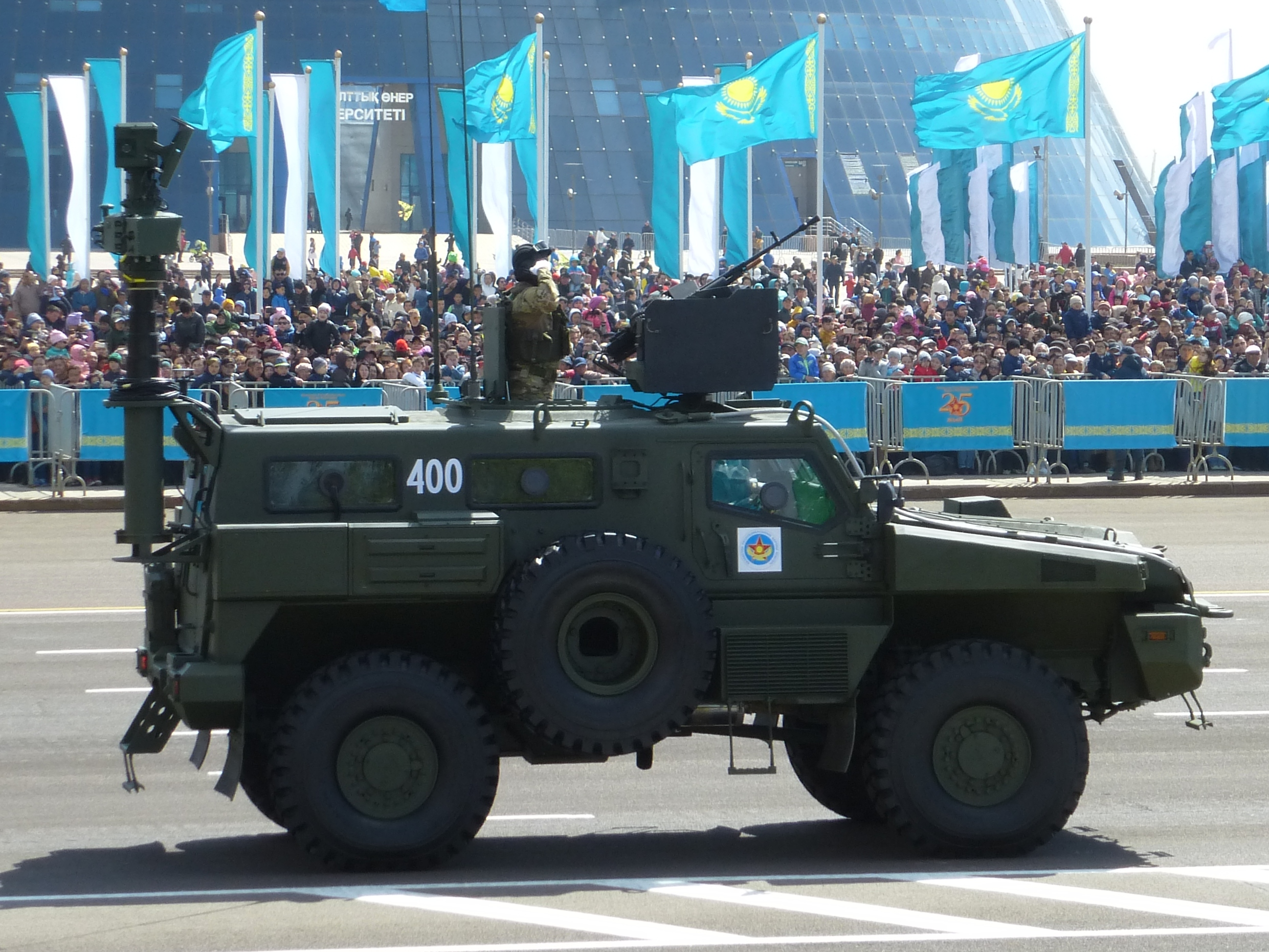
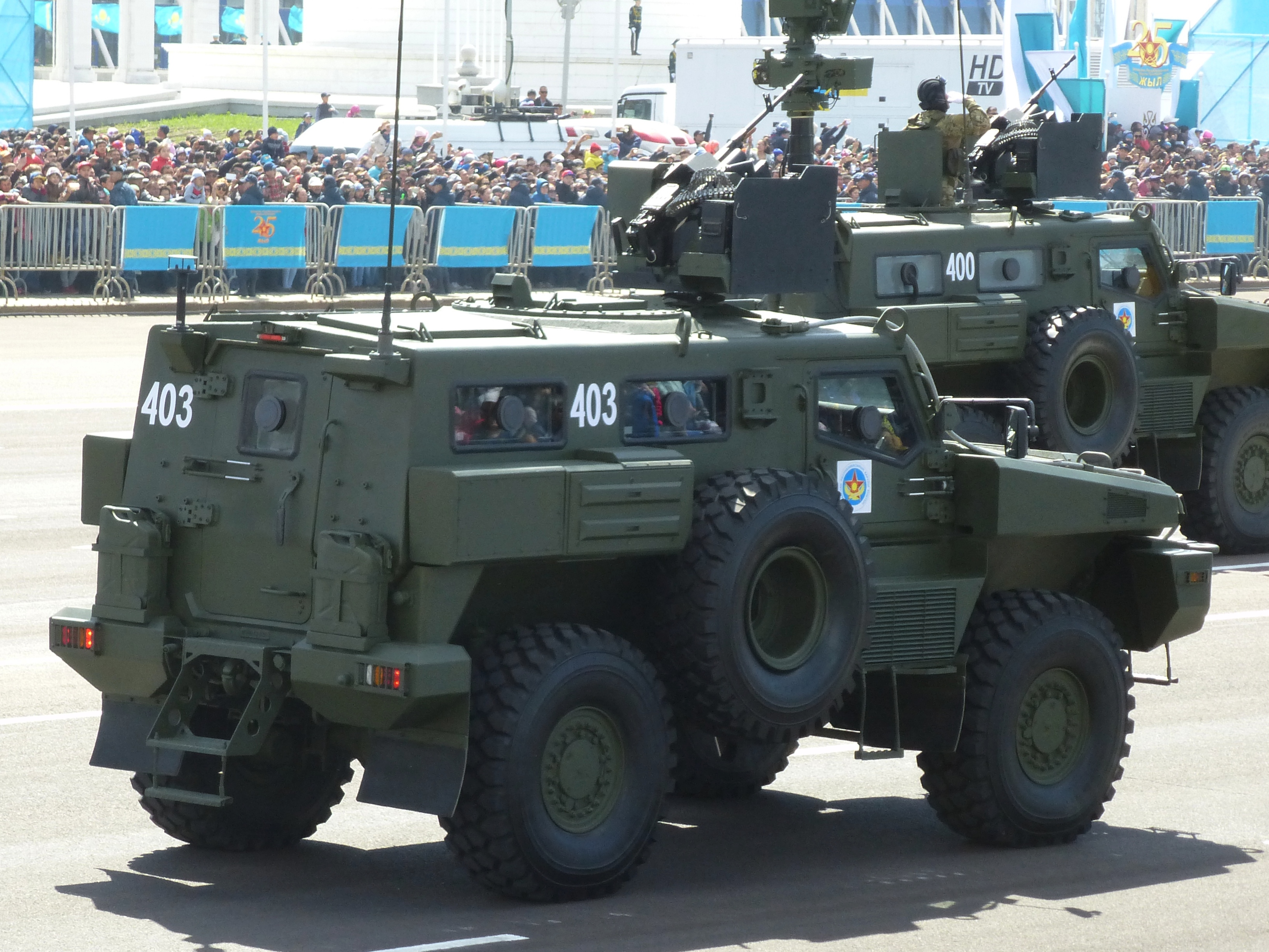
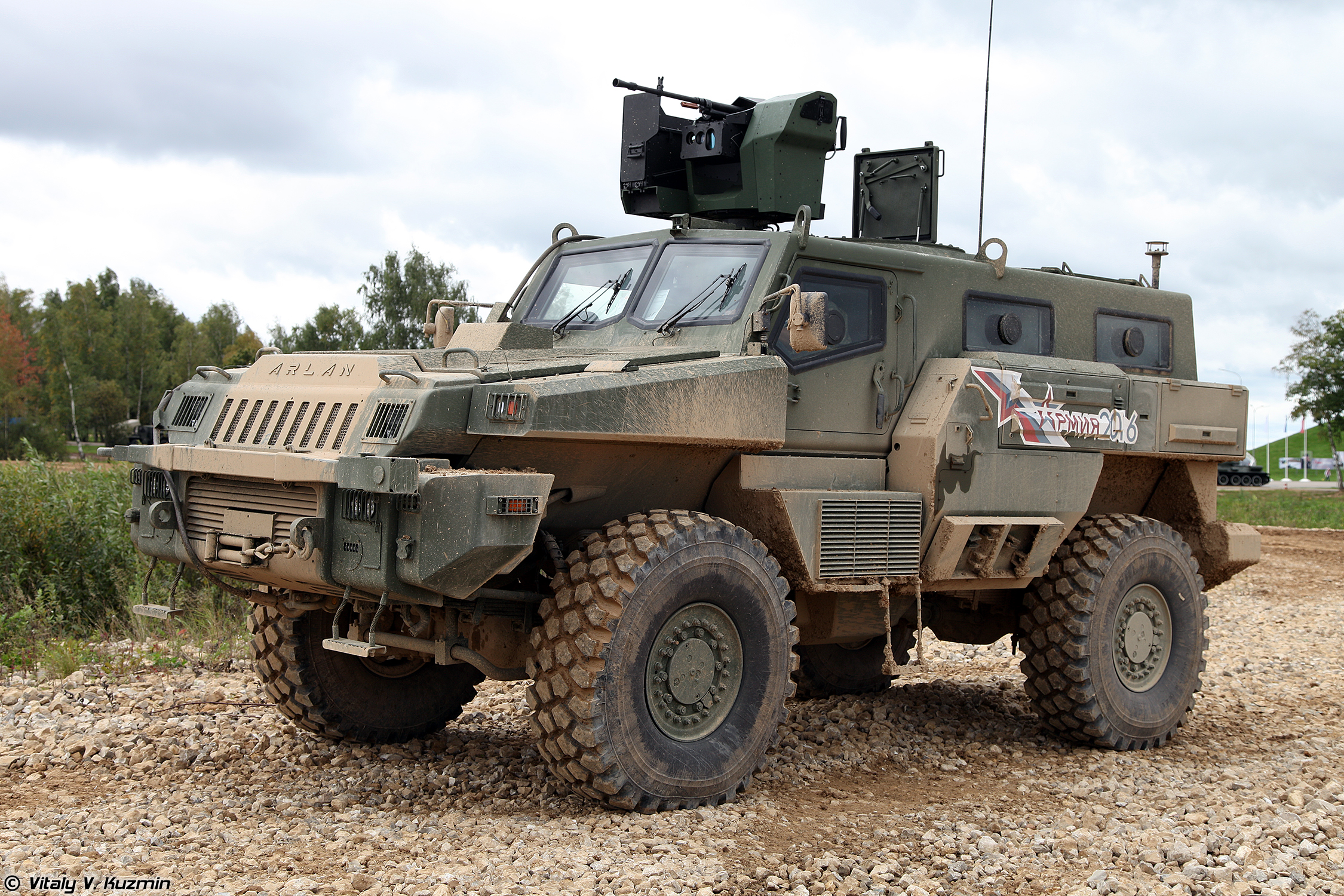

## Примечание
1. ↑  Григорий Беденко (17 марта 2018). "Барыс" и "Арлан": новые казахстанские бронеавтомобили для силовых структур. Фоторепортаж. Informburo.kz. Архивировано 27 апреля 2024.
2. 1 2  Дамир Серикпаев. Как в Казахстане производят бронемашины. Forbes.kz (9 июня 2023). Дата обращения: 27 мая 2024. Архивировано 27 мая 2024 года.
3. 1 2  Venna, Srivani. KPE delivers Arlan armoured vehicles to Kazakh armed forces (амер. англ.). Army Technology (2 декабря 2019). Дата обращения: 26 ноября 2024. Архивировано 4 декабря 2024 года.
4. ↑  Khan, Bilal. KPE delivers Arlan MRAP vehicles to Kazakh Special Forces (амер. англ.). Quwa (14 декабря 2017). Дата обращения: 26 ноября 2024. Архивировано 10 сентября 2024 года.
5. 1 2  Kazakhstan Paramount Engineering (KPE) delivers new batch of Arlan arm (брит. англ.). Army Recognition (24 февраля 2022). Дата обращения: 25 ноября 2024.
6. ↑  Charles Forrester (27 ноября 2019). Kazakhstan takes delivery of Arlan vehicles. Janes.com (англ.). Архивировано 7 ноября 2024. Дата обращения: 17 ноября 2024.
7. ↑  Kazakhstan Paramount Engineering presents 3 variants of Arlan 4x4 armo (брит. англ.). Army Recognition (2 июня 2016). Дата обращения: 25 ноября 2024.
8. ↑  Бауржан Муканов (14 мая 2018). 60 броневиков "Арлан" приняли на вооружение в казахстанской армии. Informburo.kz. Архивировано 18 ноября 2024.
9. ↑  The International Institute for Strategic Studies (IISS). Kazakhstan // «The Miltary Balance». — Абингдон: Routledge, 2024. — С. 186. — 520 с. — ISBN 978-1032780047.
10. ↑  Айгерим Тукушева. В России поблагодарили казахстанского предпринимателя за «вклад в победу в СВО». Бизнесмен опроверг факт помощи. Kursiv.Media (11 сентября 2023). Дата обращения: 27 мая 2024. Архивировано 27 мая 2024 года.
11. ↑  Бучельникова, Валерия. Был ли замечен казахстанский бронеавтомобиль «Арлан» в Мариуполе? | Фактчек. Factcheck.kz (21 октября 2022). Дата обращения: 27 мая 2024.
12. ↑  Айгерим Тукушева (19 января 2024). Казахстан потратит $8 млн для переброски военной техники на Голанские высоты. Kursiv.media. Архивировано 15 марта 2024.